# Suojarwi II
Suojarwi II (ros. Суоярви II, krl. Suojärvi II) – stacja kolejowa w miejscowości Suojarwi, w rejonie suojarwskim, w Karelii, w Rosji. Położona jest na linii Suojarwi – Juszkoziero.

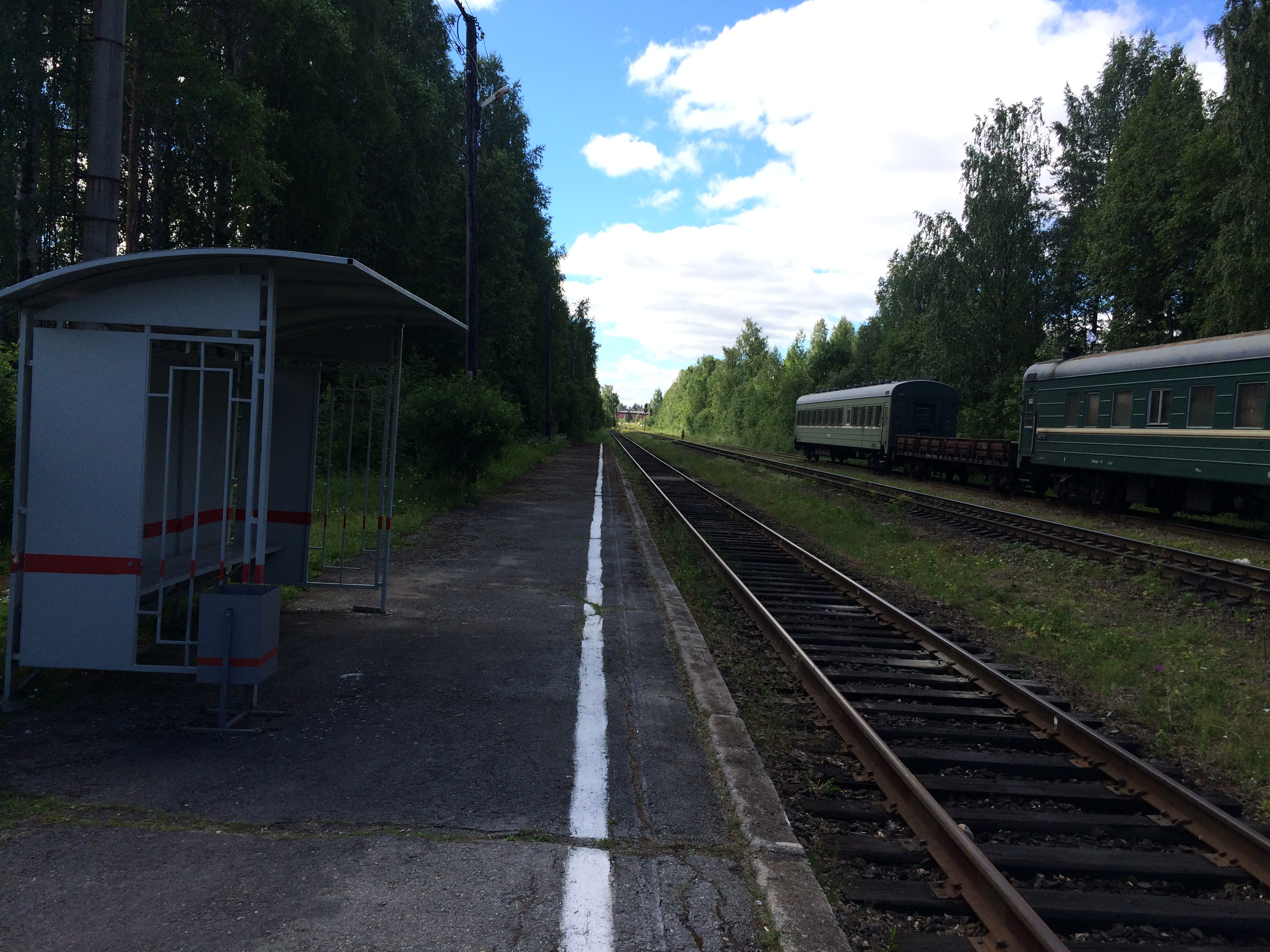
widok w stronę Suojarwi I